# Yahima Torres
Yahima Torres (Havana, 14 de junho de 1980)  é uma atriz francesa nascida em Cuba, conhecida principalmente por seu personagem Saartjie Baartman no filme Vênus Negra.

## Carreira
Yahima Torres mudou-se para a França em 2003. Em 2005 foi escolhida para o papel de Saartjie Baartman no filme Vênus Negra. Sua atuação no filme lhe rendeu indicação para o César de Atriz Revelação em 2011.

## Filmografia
| Filmes | Filmes          | Filmes          | Filmes            |
| Ano    | Título Original | Título (Brasil) | Papel             |
| ------ | --------------- | --------------- | ----------------- |
| 2010   | Vénus noire     | Vênus negra     | Saartjie Baartman |

## Prêmios e Indicações
| Ano  | Resultado | Premiação                | Indicação    | Filme       |
| ---- | --------- | ------------------------ | ------------ | ----------- |
| 2011 | Indicado  | César de Atriz Revelação | Melhor Atriz | Vênus negra |